# Arnold Bender
Arnold Bender (Pseudonym: Mark Philippi, * 12. Juni 1904 in Werne bei Bochum als Arnold Siegfried Bender; † 16. April 1978 in Port Isaac/Cornwall) war ein deutsch-britischer Schriftsteller.

## Leben
Arnold Bender entstammte einer jüdischen Familie; sein Vater war Metzgermeister. Arnold Bender besuchte ein Realgymnasium in Bochum; auf Drängen seines Vaters musste er den Schulbesuch vorzeitig beenden. Er arbeitete zwei Jahre lang als Angestellter einer Bank in Dortmund und danach ebendort bis zu seiner Entlassung im August 1933 bei einer Handwerksinnung. Während dieser Zeit war er auch bereits literarisch tätig und schrieb als freier Mitarbeiter Beiträge für den „Dortmunder Generalanzeiger“. Im April 1934 entschloss sich Bender, Deutschland zu verlassen; er gelangte über Dänemark und Schweden im September 1934 nach Großbritannien.
In Großbritannien war Arnold Bender als Tutor an der Universität Manchester und in der Hilfsarbeit für deutsche Emigranten tätig, daneben auch als Deutschlehrer, Vortragsredner und Reiseleiter. 1940 meldete er sich freiwillig zur Britischen Armee, bei der er dem Pionierkorps angehörte. Nach der Invasion in der Normandie wurde er 1944 bei Verhören deutscher Kriegsgefangener in Belgien eingesetzt. Im September 1945 endete seine Zeit bei der Armee, und Bender erhielt die britische Staatsbürgerschaft. Später besaß er sowohl die britische als auch die deutsche Staatsangehörigkeit. Er reiste regelmäßig nach Deutschland und hielt sich häufig in Dortmund auf. In Großbritannien wirkte er als Deutschlehrer am Derby Technical College und an der Universität Nottingham. Nachdem er 1953 durch eine Erbschaft wirtschaftlich unabhängig geworden war, betrieb er bis 1966 in Rye (East Sussex) eine Teestube. Seine letzten Lebensjahre verbrachte er in Port Isaac/Cornwall. Bender, der sich bereits in seiner Jugend vom Judentum gelöst hatte, stand später den Quäkern nahe.
Arnold Bender war Verfasser von Romanen, Erzählungen, Essays und Gedichten, daneben übersetzte er aus dem Deutschen ins Englische. Obwohl er im Exil vorwiegend weiter in deutscher Sprache schrieb, sind zwei seiner Romane nur in englischer bzw. französischer Übersetzung erschienen. Benders umfangreicher Nachlass, der in der Stadt- und Landesbibliothek Dortmund aufbewahrt wird, umfasst eine größere Anzahl unveröffentlichter Werke.
Arnold Bender war Mitglied des PEN-Clubs Deutschsprachiger Autoren im Ausland. 1940 erhielt er den Thomas-Mann-Preis der American Guild for German Cultural Freedom für den Roman „Es ist später denn ihr wißt“.

## Werke (Auswahl)
- The farm by the lake, London 1943 (englische Übersetzung von Benders Roman „Es ist später denn ihr wißt“)
- Il est plus tard que vous ne pensez, Paris 1948 (unter dem Namen Mark Philippi; französische Übersetzung von Benders Roman „Es ist später denn ihr wißt“)
- L'homme sans passé, Paris 1960 (französische Übersetzung von Benders Roman „Der Brückenheilige“)
- Die Engländer, Frankfurt (Main) 1971

## Übersetzungen ins Englische
- Lina Haag: How long the night, London 1948 (übersetzt zusammen Ernest Walter Dickes)
- Annemarie Selinko: Désirée, London [u. a.] 1953 (übersetzt zusammen mit Ernest Walter Dickes)
- Erik Wickenburg: A pocket history of Vienna, Frankfurt (Main) 1972